# 拉失德史
《拉失德史》（又称《中亚蒙兀儿史》、《蒙兀儿斯坦史》、《明代察合台汗国史》、《赖世德史》，波斯语：‎）是米尔咱·马黑麻·海答儿在公元1541年至1545年以波斯文撰写的中亚历史著作。此书记载了从第一个皈依斯兰教的察合台汗国秃忽鲁帖木儿开始到叶尔羌汗国第二代大汗拉失德为止之间大约200年间的政治、军事、经济、文化与宗教等方面发展。《拉失德史》被认为是唯一一部记载着从察合台汗国分离出去的东察哈台诸汗历史并流传于世的史书。

## 内容及简介
《拉失德史》成书的目的是因为米尔咱·马黑麻·海答儿认为如果自己不记录下蒙兀儿的历史，那世界历史中将再也看不到关于蒙兀儿诸汗的史实了。《拉失德史》共分为两编，第一编为70章的“正史（Tarikh-i-Asl）”，内容记载着从察合台汗国秃忽鲁帖木儿登基（公元1347年）一直到拉失德处死作者的叔父赛亦德·马黑麻（公元1533年）200年间，东察合台汗家族以及东察合台汗的藩臣朵豁剌惕部的兴衰。《拉失德史》的成书参考过《史集》、火者·哈密杜拉·穆斯塔法的《史略》、耶思德人大毛拉歇里甫丁·阿里·雅兹迪的《帖木儿武功记》、阿剌丁·阿塔木勒克·志费尼的《世界征服者史》等书籍，书中早期除了借鉴的书籍外，大量传说也被记载，晚期则多是由作者自己的回忆，此一编于1544年至1545年在克什米尔写成。《拉失德史》第二编则是写于1541年至1542年共116章的“史迹概述（Mukhtasar）”，此一编讲述了作者的生平，所见所闻和亲身经历，内容包括1541年之前月即别、察合台等部落的诸速檀与诸汗的事迹。在第二编中，东察合台汗家族分为两支，一支定都在哈实哈儿，统治着蒙兀儿斯坦和哈实哈儿，另一支则统治者阿克苏以东地区，并定都于吐鲁番。因为第二编是作者经历的事，故开始注明年月，其内容也是第一编的一倍以上，内容记录了从作者外祖父羽奴思汗即位到第二次入侵克什米尔以及一些帝王的典则以及道德论。
从地理信息来看，《拉失德史》所记载的地区北至阿尔泰山，南到克什米尔及印度北部，东西从今巴里坤、吐鲁番地区一代延伸至中亚阿富汗境内，涉及到的国家和地区包括今中国新疆、西藏地区，尼泊尔、巴基斯坦、阿富汗、印度及七河地区、费尔干纳、布哈拉等。

## 收藏
《拉失德史》成书后便开始在各国开始流传，大英博物馆收藏有三部波斯文抄本及一部察合台译本，剑桥大学收藏有一部察合台译本，大英图书馆藏有一部抄本。俄罗斯科学院亚洲民族研究所收藏有两部抄本。圣彼得堡大学也藏有一部波斯文抄本，乌兹别克斯坦科学院东方学研究所收藏藏有一部抄本，瑞典隆德大学图书馆藏有另一版本的察合台文抄本。其中可分为删减版，如俄罗斯科学院亚洲民族研究所收藏的两部抄本，而圣彼德堡大学藏的抄本 , 乌兹别克斯坦科学院东方学研究所藏的抄本和大英图书馆藏的抄本则是内容接近原著的版本。

## 版本及相关研究
希吉来历1182年（公元1768年至1769年）马汗木德·萨迪克·喀什噶里首先将《拉失德史》翻译成察合台文。马汗木德·尼亚孜· 本·阿布乌甫尔则于希吉来历1263年（公元1847年）也将此书察合台文。1841年，厄斯金（W. Erskine）率先将《拉失德史》翻译成英文，然而并没有出版，贝略（W. H. Bellow）、肖（R. B. Shaw）都曾研究并翻译过此书。1894年伊莱亚斯（N. Elias）和爱德华·丹尼森·罗斯将此书翻译成英文并于次年由桑普森·洛与马其顿公司出版，1897年再版。1972年英文版《拉失德史》重印，与原版的区别是将副标题《中亚蒙兀儿史》作为标题，而原名《拉失德史》则改为副标题，并加入了由伊莱亚斯撰写的《重印序言》并加入了关于呼罗珊省现存蒙兀儿的聚集区以及勘误表。英文版并未摘录原文中关于帝王的典则以及道德论的内容。
1965年，新疆社会科学院民族研究所根据1895年英文版的《拉失德史》，将其翻译成中文，后王治来根据1972年重印的英文版对其进行了校对、修正、增补、润色并做了《校记》，1983年，新疆人民出版社将此书中译本以《中亚蒙兀儿史——拉失德史》为名分为第一编、第二编两册，作为《中亚史资料丛刊》系列之一出版。2017年，作为《新疆文库》文献系列的一部分再版。因为翻译自英文版，故也没有关于帝王的典则以及道德论的内容。王治来后来又根据英译本翻译了一个新的汉译本，2013年由上海古籍出版社以《赖世德史》为名出版。
1996年，乌龙巴耶夫（Урунбаев）在塔什干基于乌兹别克斯坦科学院东方学研究所藏的抄本并参考圣彼得堡大学的三个抄本以及英译本将《拉失德史》翻译成俄文。同年，英波合璧本由哈佛大学出版社出版。2003年，哈萨克文版《拉失德史》在哈萨克斯坦阿拉木图出版。2004年，波斯文版本《拉失德史》在德黑兰出版。2006年，土耳其语版本出版。2007年，维吾尔语版本由新疆人民出版社出版，此版本是2000年开始新疆人民出版社副编审买买提图尔迪·米尔咱艾合买提从察合台文转写而来，此版本于2008年再版。
除了将《拉失德史》翻译为各国文本外，《拉失德史》在伊斯兰教在新疆传播方面、元代时期喀什噶尔地区历史方面、东察合台汗国疆域、叶尔羌汗国的历史方面、关于西藏的记载都有学者进行过相关研究，在一些历史研究中，《拉失德史》甚至充当了填补研究空白的一手资料。此外，此书中的一些史事并为记载年代和时间所导致的年代矛盾，以及过重的宗教色彩，例如虽然作者说明是为了保存蒙兀儿人的历史而著此书，但秃忽鲁帖木儿之前的非穆斯林蒙古诸汗仅列其名、用圣战掩盖赛德的侵略，并夸大其功绩等，以及对亲者、尊者的维护使得此书在准确性和可信度方面有缺陷。后来的一些泛伊斯兰主义和泛突厥主义学者所写的宗教传说参半的史书深受此书影响。